# バート・ノイェンアール＝アールヴァイラー
バート・ノイェンアール＝アールヴァイラー (独: Bad Neuenahr-Ahrweiler)(バート・ノイエナール＝アールヴァイラーとも) はドイツ連邦共和国南西部のラインラント＝プファルツ州アールヴァイラー郡にある市で、同郡の郡庁所在地であり、温泉とカジノがある。
アウトバーン 61によってケルンやマインツといった都市に接続している。
市街は、東のバート・ノイェンアールと西のアールヴァイラーから構成されていて1969年に統合された。
この町は女子サッカークラブ、SC 07 バート・ノイェンアールのホームである。
また、2012年末までドイツ連邦軍の兵站センターが地下施設としてあり、地元労働者の重要な雇用先となっていた。
ミネラルウォーター製造会社のApollinarisはこの町で1852年に設立された。加えて古くからのHeppingerは1584年から作られている。

## 姉妹都市
- - ブラッススガート（ベルギー、1959年）